# Bârzava
Bârzava là một xã thuộc hạt Arad, România. Dân số thời điểm năm 2002 là 3025 người.